# Le Salaire de la violence
Pour plus de détails, voir Fiche technique et Distribution.
Le Salaire de la violence (titre original : Gunman's Walk) est un film américain de Phil Karlson sorti en 1958.

## Synopsis
Lee Hackett, un cow-boy au fort caractère, tient son ranch d'une main de fer avec ses deux fils. Face à cette autorité, les deux jeunes hommes évoluent chacun de manière différente : Davey, le premier, est quelqu'un de pacifiste tandis qu'Ed, le second, ne jure que par la violence. Un jour, lors d'une battue pour attraper des chevaux sauvages, ce dernier tue un métis, employé de son père et ami de Davey, commettant ainsi une faute irréparable...

## Fiche technique
- Titre original : Gunman's Walk
- Réalisation : Phil Karlson
- Scénario : Frank S. Nugent d'après une histoire de Ric Hardman
- Directeur de la photographie : Charles Lawton Jr.
- Montage : Jerome Thoms
- Musique : George Duning
- Production : Fred Kohlmar
- Genre : Western
- Pays :  États-Unis
- Durée : 97 minutes
- Date de sortie :
  - États-Unis : juillet 1958
  - France : 6 février 1959
- Affiche : Georges Kerfyser (France)

## Distribution
- Van Heflin (VF : Jacques Berthier) : Lee Hackett
- Tab Hunter (VF : Marc Cassot) : Ed Hackett
- Kathryn Grant : Clee Chouard
- James Darren : Davey Hackett
- Mickey Shaughnessy : Shérif Will Motely
- Robert F. Simon (VF : Jacques Beauchey) : Shérif Harry Brill
- Edward Platt (VF : Richard Francœur) : Purcell Avery
- Ray Teal (VF : Jean-Pierre Duclos) : Jensen Sieverts
- Paul Birch (VF : Émile Duard) : Bob Selkirk
- Michael Granger : Curly
- Will Wright (VF : Paul Amiot) : le juge
- Bert Convy (VF : Georges Aminel) : Paul Chouard
- Chief Blue Eagle (VF : Alain Nobis) : Cheval Noir
- Dorothy Adams (VF : Hélène Tossy) : Mme Stotheby
- Everett Glass (VF : Georges Spanelly) : le révérend Arthur Stotheby